# 勃蘭登堡王室的奇蹟
勃蘭登堡王室的奇蹟（德語：Das Mirakel des Hauses Brandenburg）此說法由普鲁士國王腓特烈大帝所提出，因俄奧聯軍於七年戰爭的库勒斯道夫战役中戰勝他後未能擴大優勢而來。此說法有時也用於1762年俄羅斯帝國奇蹟的君主更替，該更替使俄羅斯帝國退出戰爭，讓已瀕臨崩潰的普魯士王國逃過滅國的命運。
普魯士王國的軍隊在七年戰爭後期損失慘重，並被俄羅斯帝國奪去波羅的海的重要港口科尔贝格。腓特烈大帝喪失信心，並有自殺殉國的準備。但當俄羅斯沙皇伊莉莎白一世於1762年1月5日過世後，由於繼任沙皇彼得三世的親普魯士思想，俄羅斯帝國決定犧牲已得到的利益退出七年戰爭，並與腓特烈签订《圣彼得堡条约》，結為盟國。該條約後俄軍不僅停止進攻普魯士，反而命令年前攻佔柏林的切爾尼謝夫將軍率領俄軍援助普魯士。
在第二次世界大戰末期柏林被蘇聯軍隊包圍時。阿道夫·希特勒也曾希望能像兩世紀前一樣發生突發事件以扭转纳粹德国的覆滅。